# Manoir de la Roque
Le manoir de la Roque est une demeure des XVe, XVIe et XVIIe siècles qui se dresse sur le territoire de l'ancienne commune de L'Oudon dans le département du Calvados, en région Normandie. L'édifice est partiellement inscrit au titre des monuments historiques.

## Localisation
Le manoir est situé à Montpinçon, ancienne commune intégrée à celle de L'Oudon, au sein de la commune nouvelle de Saint-Pierre-en-Auge, dans le sud-est du département français du Calvados, à la frontière entre les régions naturelles du pays d'Auge et de la campagne de Falaise. Il s'élève au sud de l'Aubette, petit ruisseau qui se jette dans L'Oudon, près du hameau de la Roque, très en contrebas du village du Billot.

## Historique
L'édifice a été construit à l'emplacement du château fortifié des seigneurs de Montpinçon dont la motte castrale et une partie des fossés sont encore visibles à l'intérieur de la seconde enceinte entourant la motte féodale. Il date en partie de la fin du XVe siècle puis a été agrandi et remanié aux deux siècles suivants.
Au XVIe siècle, le propriétaire des lieux était un Marguerie. Au début du XVIIIe siècle, Françoise de Marguerie épousa Omer de la Roque qui donna son nom au manoir.

## Description
Le logis seigneurial, qui occupe la partie sud d'une cour rectangulaire, date du XVIe siècle. Construit en grande partie en pans de bois, il s'élève sur deux niveaux et présente une symétrie très travaillée. Sur la façade principale, les colombages sont essentiellement verticaux et les entre colombages sont faits d'un hourdis couvert de mortier de chaux. À l'inverse, la façade arrière présente un aspect différent car elle est intégralement recouverte d'ardoises.
Le toit est à quatre versants. Couvert de vieilles tuiles, il se trouve encadrer par deux imposantes cheminées et, du côté de la façade principale, il est orné de deux petites lucarnes.
Le logis est discrètement prolongé, vers l'est, par un bâtiment à l'architecture identique. Celui-ci, légèrement en retrait et moins haut que le corps principal du logis, est, en réalité, l'édifice d'origine dont le niveau inférieur remonte au XVe siècle.
Enfin, les bâtiments d'exploitation, construits également en pans de bois, se situent sur les côtés latéraux de la cour.

## Protection
Le Logis ; les façades et toitures de l'ensemble des communs, y compris le mécanisme du pressoir ; la boulangerie, avec sa cheminée et son four, sont inscrits au titre des monuments historiques par arrêté du 30 avril 1993.